# Frieden von Nystad
Bündnisverträge

Preobraschenskoje (1699) • Dresden (1699) • Narva (1704) • Dresden (1709) • Thorn (1709) • Kopenhagen (1709) • Hannover (1710) • Lutsk (1711) • Adrianopel (1713) • Schwedt (1713) • Stettin (1715) • Berlin (1715) • Greifswald (1715)
Friedensverträge

Traventhal (1700) • Warschau (1705) • Altranstädt (1706) • Pruth (1711) • Frederiksborg (1720) • Stockholm (1719) • Stockholm (1720) • Nystad (1721)  • Stockholm (1729)
Kapitulationen

Estland und Livland (1710)

Territoriale Änderungen in Nord-, Ost- und Mitteleuropa aufgrund der Friedensverträge von Nystad (1721), Stockholm (1719/1720) und Fredericksborg (1720):

Der Frieden von Nystad beendete am 30. Augustjul. / 10. September 1721greg. den Großen Nordischen Krieg zwischen Schweden und Russland.

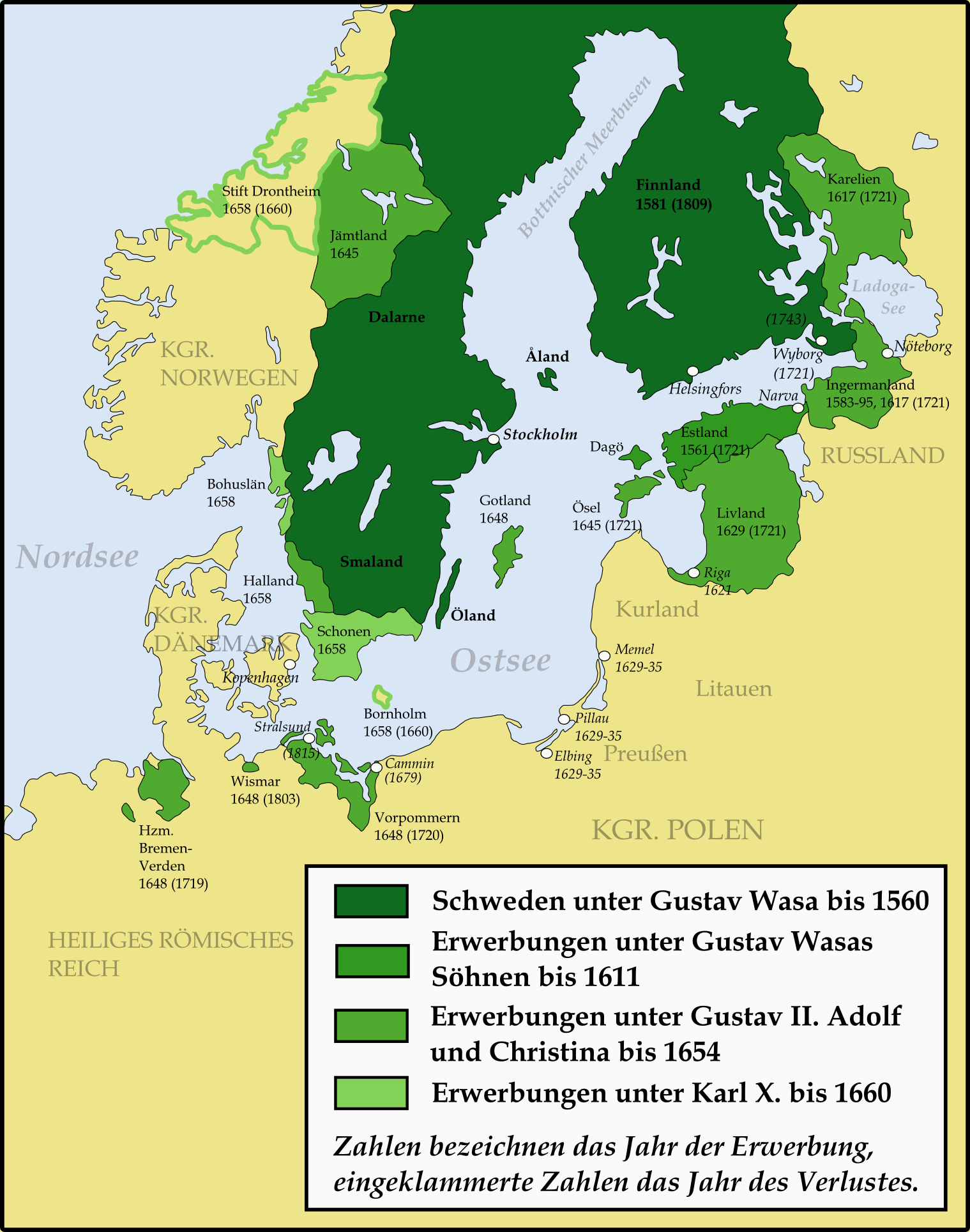
Das schwedische Reich vor dem Frieden von Nystad. Im Frieden gingen die deutschen Besitzungen bis auf Wismar und Nordwestvorpommern, die baltischen Besitzungen Kurland, Livland und Estland sowie Ingermanland und Ostkarelien verloren.

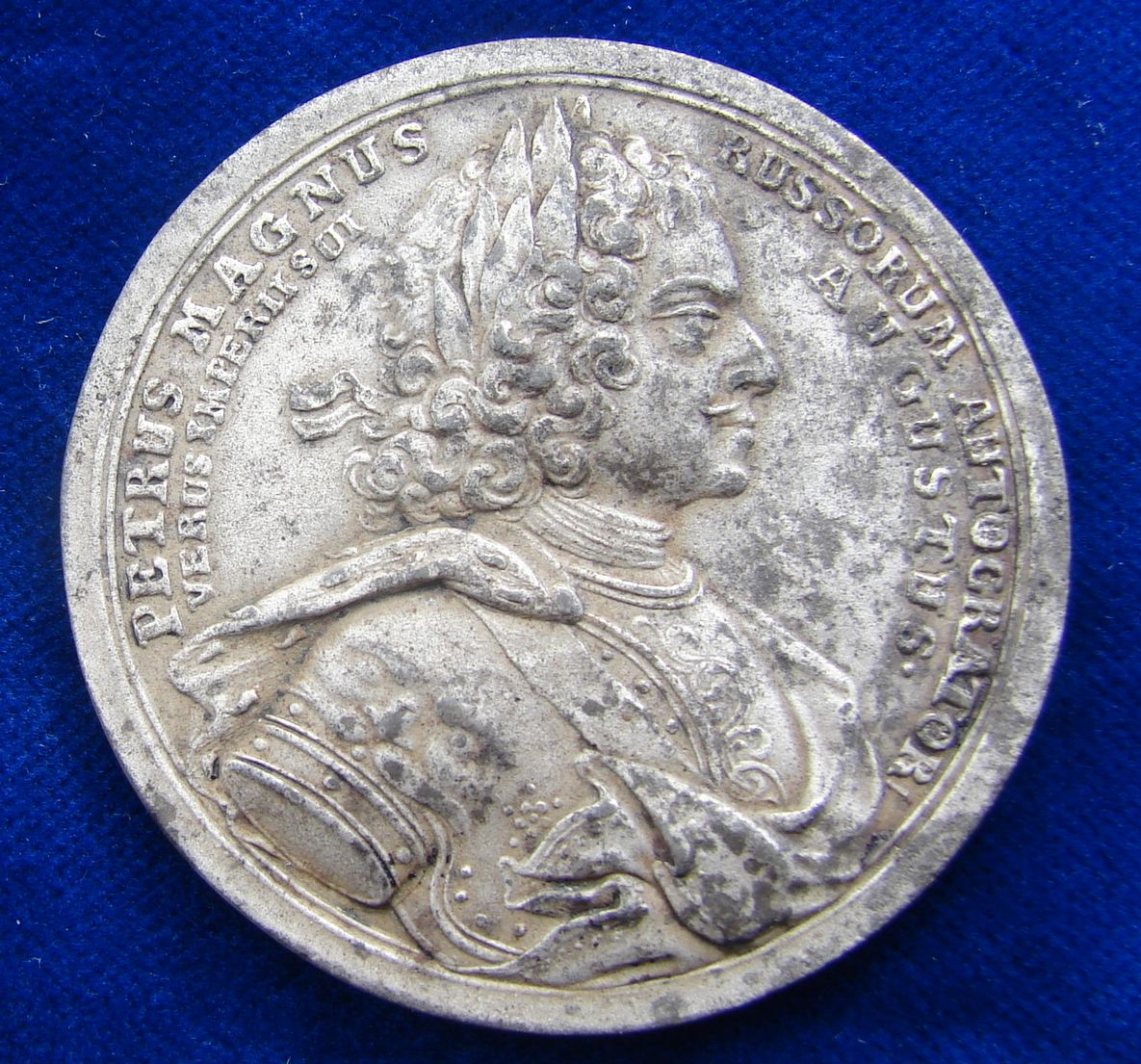
Die Vorderseite einer Fe-Medaille von 1721. Peter der Große im Frieden von Nystad. Medailleur Anton Schultz, Kopenhagen.

Die russische Seite war durch den Geheimrat Heinrich Johann Friedrich Ostermann und Graf Jacob Daniel Bruce vertreten, die schwedische Seite durch Graf Johann von Lilienstedt und Baron Otto Reinhold Strömfelt. Ort der Verhandlungen war die Kleinstadt Nystad (finnisch Uusikaupunki) in Westfinnland.

## Vertragsbestimmungen
Der Vertrag bestand aus einer Präambel sowie 24 Artikeln. Danach musste Schweden die Provinzen Livland, Estland und Ingermanland sowie einen Teil Kareliens mit den wichtigen Festungen Viborg und Kexholm an Russland abtreten. Damit gewann Russland einen breiten Zugang zur Ostsee.
Im Gegenzug räumte Russland die besetzten Gebiete Schwedisch-Finnlands und verpflichtete sich, Reparationen in Höhe von zwei Millionen Reichstalern zu zahlen. Außerdem erhielt Schweden „auf ewige Zeiten“ das Recht, in Riga, Reval und Arensburg Getreide im Wert von 50.000 Rubel alljährlich zollfrei aufzukaufen. Ausgenommen waren hiervon nur Jahre der Missernte.

## Folgen
Während Russland durch die Gebietsgewinne im Baltikum zur europäischen Großmacht aufstieg, verlor Schweden seine seit dem Ende des Dreißigjährigen Krieges behauptete Position als nordeuropäische Großmacht.